# インナーヴィジョンズ
『インナーヴィジョンズ』 (Innervisions) は、1973年に発表されたスティーヴィー・ワンダーの16枚目のオリジナル・アルバム。

## 解説
グラミー賞の最優秀アルバム部門・最優秀録音部門を獲得した。録音はロサンゼルスのレコード・プラント・スタジオ、ニューヨークのメディア・サウンド・スタジオで行われた。
「ハイアー・グラウンド」「汚れた街」「くよくよするなよ」の3曲が本国アメリカでシングルカットされた。イギリスでは「いつわり」がシングルカットされた。「ハイアー・グラウンド」は全米4位のヒットとなり、レッド・ホット・チリ・ペッパーズの1989年のアルバム『母乳』でカヴァーされた。
ほとんどの楽器をスティーヴィーが演奏し、「汚れた街」「ハイアー・グラウンド」「神の子供たち」の3曲は、完全に彼1人での多重録音。彼自身がプロデューサーを務め、マルコム・セシル（Malcolm Cecil）とロバート・マーゴレフ（Robert Margouleff）がアソシエイト・プロデューサーを務めた。
『ローリング・ストーンの選ぶオールタイム・ベストアルバム500（2020)』において、34位にランクイン。

## 収録曲
Side 1
1. トゥ・ハイ - Too High (4:35)
2. 愛の国 - Visions (5:21)
3. 汚れた街 - Living for the City (7:21)
4. ゴールデン・レディ - Golden Lady (4:57)

Side 2
1. ハイアー・グラウンド - Higher Ground (3:40)
2. 神の子供たち - Jesus Children of America (4:08)
3. 恋 - All in Love Is Fair (3:40)
4. くよくよするなよ - Don't You Worry 'bout a Thing (4:43)
5. いつわり - He's Misstra Know-It-All (5:35)